# Presse écrite en wallon
La presse en langue wallonne se résume aux diverses revues en wallon. Toutefois, dans certaines d'entre elles, une part plus ou moins grande est également écrite en français.

## Historique
Les moyens des revues en wallon étant extrêmement limités, la présentation est parfois réduite à la simple feuille, photocopiée et agrafée (Li Rantoele, Coutcouloudjoû, Académîye des Foyants). C'était le cas également des anciennes revues (Li pompe ås Ramons).
Néanmoins, certaines sociétés littéraires en langue wallonne, soutenues financièrement par le Conseil des langues régionales endogènes (wa) de la Communauté Wallonie-Bruxelles, ou d'autres sources gouvernementales, arrivent à éditer des revues de très bonne tenue (El Bourdon depuis 1983, Singuliers, Les Cahiers wallons).
Certains vrais journaux en wallon, à tirage hebdomadaire, ont existé dans le premier tiers du XXe siècle : Li Clabot, L' Arsouye, Li Mârmite, El tonnia d' Châlerwet. Ce dernier a tiré jusqu'à 35 000 exemplaires. Li Mârmite se vendait jusqu'à Londres.
De 1930 à 1980, on a vu se développer des revues qui émanaient des sociétés littéraires, qui vinrent rejoindre El mouchon d'aunia, qui « chantait » déjà depuis 1912. Ainsi naissent successivement : Les Cahiers wallons (1937), Èl Bourdon (1949), Li Nwêr Boton (1969).
Dans les années 1990, on a constaté un regain d'intérêt envers les revues en wallon  avec l'apparition de 9 nouveaux titres : Nosse Lingadje (1991), Djåzans walon (1992), Singuliers (1994), Coutcouloudjoû et Li Chwès (1995), Li Rantoele et l' Academîye des Foyants (1996), Walo+ gazète (1999), Intrez don (2000). Cela a été de pair avec un renouvellement des sujets. Particulièrement Li Chwès et Li Rantoele ont le souci de publier des écrits journalistiques et autres textes de prose non narrative, au lieu des textes exclusivement littéraires auxquels le lecteur wallonophone était habitué jusqu'alors. 
Actuellement, les revues en wallon encore en circulation sont au nombre d'une dizaine. Les tirages sont néanmoins fort modestes (150 à 800 exemplaires). Seule exception : Walo + gazète qui tira à 5000 exemplaires pendant ses sept ans d'existence (1999-2005). Mais on a reproché à cette publication de faire la part belle au français, et de confiner les textes en wallon à la partie congrue.
Les revues en wallon sont écrites avec les accents régionaux de leur zone de diffusion. Toutefois, certaines revues publient aussi des textes en wallon unifié, qui ciblent un lectorat sur l'ensemble de la Wallonie.
Depuis 1997, il y a aussi une revue en ligne en wallon, l'Aberteke, qui privilégie l'écriture unifiée. Une seconde revue, Rabulèts la suivra, dès 2000, avec une orthographe non fixée, et des modes d'édition variables (lettre électronique, site d'archivage, blog). Tous les anciens numéros de Walo + gazète sont également disponibles en ligne.

## Présentations de quelques revues en wallon

### Revues actuelles
Les liens vers le Wikipedia wallon pourront permettre de compléter cette page.

#### El Bourdon
Présentation en wallon

#### Les Cahiers wallons
Le premier numéro des Cahiers wallons (wa) parait le 11 février 1937, à l'initiative d'Eugène Gillain, qui en assure la direction. Son ami Paul Moureau occupe le poste de rédacteur en chef, et les couvertures des premiers numéros sont illustrées par son fils, Joseph Gillain. Le premier numéro est tiré à 3 000 exemplaires.
À cette époque, Les Cahiers wallons se veulent une anthologie des œuvres des meilleurs écrivains wallons, ouverte à tous les dialectes de la Wallonie. Le premier numéro comporte néanmoins une majorité de textes produits par des membres des Rèlîs Namurwès, un cercle littéraire dont Gillain et Moureau sont membres.
Malgré une publicité importante et un bon démarrage — la revue fait l'objet de 300 abonnements sur son premier mois d'existence —, Les Cahiers wallons ne sont pas une entreprise rentable. Les exercices 1937 et 1938 se soldent par un déficit, qui s'élève à 5 000 francs belge la première année. Un record d'abonnements sera atteint en 1939, où l'on en dénombre 1 300, mais cette dynamique est brisée par la guerre et par la mort de Moureau, en novembre 1939. En 1940, le nombre d'abonnements retombe à 600 et les parutions se font irrégulières. En juin 1941, on ne compte plus que 120 abonnés. Dans ce contexte, la formule d'anthologie fait régulièrement place à des numéros dédiés à un seul écrivain.
La parution de cette première série s'interrompt en 1944, à la suite de difficultés financières, mais le titre reparait à partir de mars 1947. La seconde série des Cahiers devient l'organe officiel du cercle littéraire dialectal Lès Rèlîs Namurwès, qui l'éditent toujours de nos jours. Une modification de la périodicité intervient en 2005, lorsque les douze livraisons mensuelles de 16 pages sont remplacées par six livraisons bimestrielles de 32 pages.
En parallèle des numéros ordinaires composés des derniers écrits des membres, Les Cahiers wallons publient des numéros spéciaux réservés à la publication d'une ou plusieurs œuvres d'un même écrivain. En 1996, on dénombre plus de 140 numéros de ce type. Plusieurs écrivains majeurs, comme Willy Bal, Victor George, Émile Gilliard, Albert Maquet, Arthur Masson et Georges Smal ont fait éditer des œuvres par ce biais.

#### El Mouchon d'aunia
Présentation en wallon

#### Lë Nwër Boton(wa)
Le mensuel Lë Nwër Boton parait à partir de 1969, et ce, durant 116 numéros. En 1995, la revue — qui était produite par une société appelée Lès Brèdonîs, présidée par Jules Flabat (wa) — est reprise par Li Sauvèrdia d'avaurcë et est intégrée au périodique Lë Sauvèrdia.
En 2023, à la disparition du Sauvèrdia, le Nwër Boton est relancé. La première livraison de cette nouvelle mouture porte le numéro 504, qui correspond au nombre additionné de Nwër Boton et de Sauvèrdia parus depuis 1969.
Son rédacteur en chef actuel est Jacques Desmet (wa).

#### Li Rantoele
Présentation en wallon

#### Singuliers
Présentation en wallon

### Anciennes revues

#### L'Arsouye
Présentation en wallon

#### Li Chwès
Présentation en wallon

#### Li Clabot
Présentation en wallon

#### Coutcouloudjoû
Présentation en wallon

#### Djåzans walon
Présentation en wallon

#### L'hoûlåd d' Tchålerwè
Présentation en wallon

#### Li Mårmite
Présentation en wallon

#### Nosse Lingadje
Présentation en wallon

#### Novèles des Walons Scrîjeûs d'après l' Banbwès
Présentation en wallon

#### Li pompe ås ramons
Présentation en wallon

#### Lë Sauvèrdia(wa)
En 2021 et 2022, l'association Li Sauvèrdia d'avaurcë subit coup sur coup les décès de trois de ses administrateurs, Andrée Flesch (wa), Jean-Jacques Gaziaux (wa) et Jules Sabaux (wa). En conséquence de quoi, la revue cesse de paraitre après son numéro 399-400.

#### Walo + gazete
Présentation en wallon

#### La Wallonne
Présentation en wallon